# Testudovolva
Genre
Testudovolva est un genre de mollusques gastéropodes marins de la famille des Ovulidae. 

## Liste d'espèces
Selon World Register of Marine Species (19 septembre 2020) :
- Testudovolva ericae (Cossignani & Calo, 2002)
- Testudovolva freemani (Liltved & Millard, 1994)
- Testudovolva intricata C. N. Cate, 1973
- Testudovolva nebula (Azuma & C. N. Cate, 1971)
- Testudovolva nipponensis (Pilsbry, 1913)
- Testudovolva orientis C. N. Cate, 1973
- Testudovolva pulchella (H. Adams, 1873)